# 磁力顯微鏡

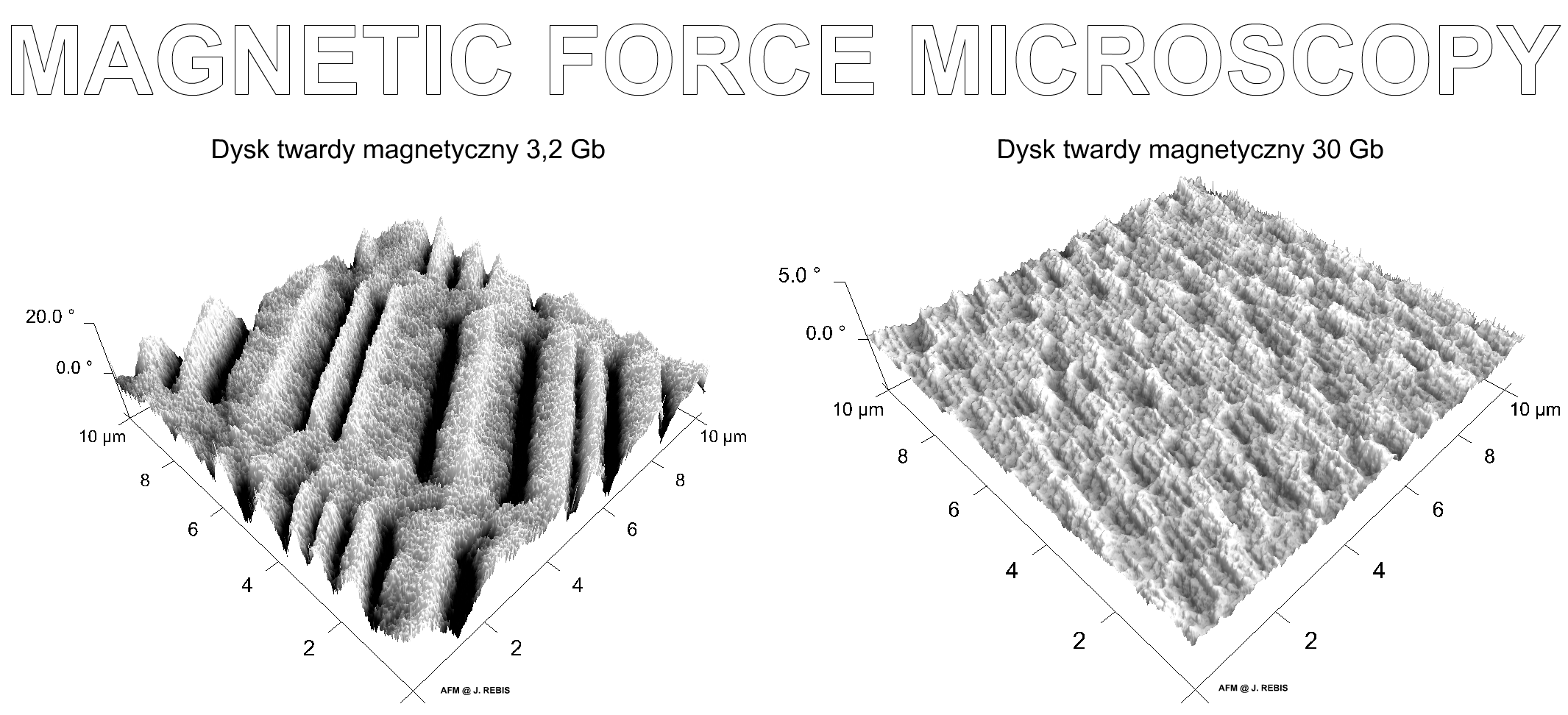
3.2 GB 和 30 GB 电脑硬盘表面的磁力显微镜图像

磁力显微镜（英文：Magnetic force microscope.MFM），是一种原子力显微镜，其通过磁性探针扫描磁性样品，並检测探针和磁性样品表面的相互作用以重构样品表面的磁性结构。現有很多种类的磁性相互作用可以通过磁力显微镜测量，包括磁偶相互作用。而磁力显微镜扫描经常使用非接触式的模式。

## 概述
在磁力显微镜的测量中，样品和探针之间的磁力可表述为
{\displaystyle {\vec {F}}=\mu _{o}({\vec {m}}\cdot \nabla ){\vec {H}}\,\!}
其中{\displaystyle {\vec {m}}\,\!}是探针的磁矩，{\displaystyle {\vec {H}}\,\!}則是样品表面杂散磁场的磁，而µ0是自由空间磁导率 。
由于样本的杂散磁场可以影响探针的磁性状态，而探针的磁场也影响样本，以磁力显微镜测量的解释并不简单。例如，磁化探针的几何形状必须能被确定以便作出定量分析。
典型的分辨率可以达到30 nm， 尽管 10 到 20 nm 也可以实现。

## 重要日期
磁力显微镜的发展基于以下发明的推动：
1982 - 扫描隧道显微镜 （STM）
- 探针和样品之间的隧道电流被用作信号。

- 探针和样品必须都是导体。

1986 - 原子力显微镜 （AFM）
- 探针和样品之间的力（原子/静电）可以通过一个灵敏的杠杆（悬臂）的偏转检测。
- 悬臂探针通常悬挂在样品相距几十纳米的上方。

1987 - 磁力显微镜 （MFM）
- 源于原子力显微镜。探针和样品之间的磁力可以测量。[8][9]
- 杂散磁场的图像可以通过磁化探针在样品表面进行的光栅扫描获得。[10]

## 磁力显微镜结构
磁力显微镜的主要结构：
压电扫描仪
- 在 x，y 和 z 方向上移动样品。
- 通过不同方向上的电极施加电压。通常，每1到10 nm 1伏特。
- 图像通过在样品表面进行缓慢的光栅扫描得以形成。
- 扫描区域从几个到200微米。
- 成像时间从几分钟到30分钟。
- 根据悬臂材料的不同，悬臂恢复力常数从0.01到100N/m。

磁性探针在灵敏的杠杆（悬臂）的一端，通常是涂油磁性材料的AFM探针。
- 在过去，探针通过蚀刻镍之类的磁性材料获得。
- 现在，探针（探针悬臂）通过结合微加工和光刻技术来制造。因此，更小的探针得以制造，并且具有更好的操控性。[11][12][13]
- 悬臂可以由单晶硅、二氧化硅 （SiO2 ）或氮化硅 (Si3N4)制造。 氮化硅悬臂探针模块通常更耐用，并且有更小的恢复力常数（k）。
- 探针被一层很薄（< 50 nm）的磁性薄膜（比如镍或钴），通常具有高抗磁性，因此探针的磁性状态（磁化强度M）不会在成像过程中改变。
- 探针悬臂模块由共振频率相近的压电晶体以通常10K赫兹到1M赫兹的频率驱动。[5]

## 扫描过程
磁力显微镜的扫描方法被称为“提升高度”法。当探针以小距离（< 10 nm）扫描样品表面时, 检查到的不仅有磁力，还有原子力和静电力。 提升高度法通过如下手段提高磁力的精确度:
- 首先，各条扫描线测量生成剖面。探针的测的的是样品接近于AFM测量的结果。
- 提升磁性探针高度，离样品更远一些。
- 重复测量, 从中提取出磁性信号。[15]

## 方法局限
MFM很大的一个缺点是探针与样品之间存在较强的相互作用，这将导致扫描得出的磁图像将会依赖于这些相互作用，而这些相互作用有可能会随着探针形貌或者是样品磁性质的不同而不同，这给定标带来了困难，同时这些作用也可能影响样品本身的磁性质，这些都增加了图像解释的困难程度。
另外，扫描的范围小，扫描的图像依赖于探针的高度，这也是MFM的缺点。
最后，MFM对系统的封装要求可能比较高，外界的磁噪声，振动以及气体的流动等都可能影响最后图像的质量。